# Stalowa Wola
Stalowa Wola, cuyo significado en español es Voluntad de Acero, es una ciudad industrial al sureste de Polonia, perteneciente al Voivodato de Subcarpacia, habiendo pertenecido anteriormente al de Tarnobrzeg (1975-1998). Está bañada por las aguas del río San y cuenta con una población de 64 353 habitantes (junio de 2008).
Su fundación fue promovida por la industria del acero en la región en torno a 1937, a partir de una pequeña población, llamada Pławo, existente desde el siglo XV, y la empresa Huta Stalowa Wola. Su economía, por lo tanto, se articula alrededor de la industria del acero. Tras la Segunda Guerra Mundial, Stalowa Wola se desarrolló aún más gracias a la economía planificada del régimen comunista. En las últimas décadas, tras la caída del régimen comunista, la economía metalística se ha visto muy perjudicada, aumentando el peso del sector servicios.